# 上野百貨店

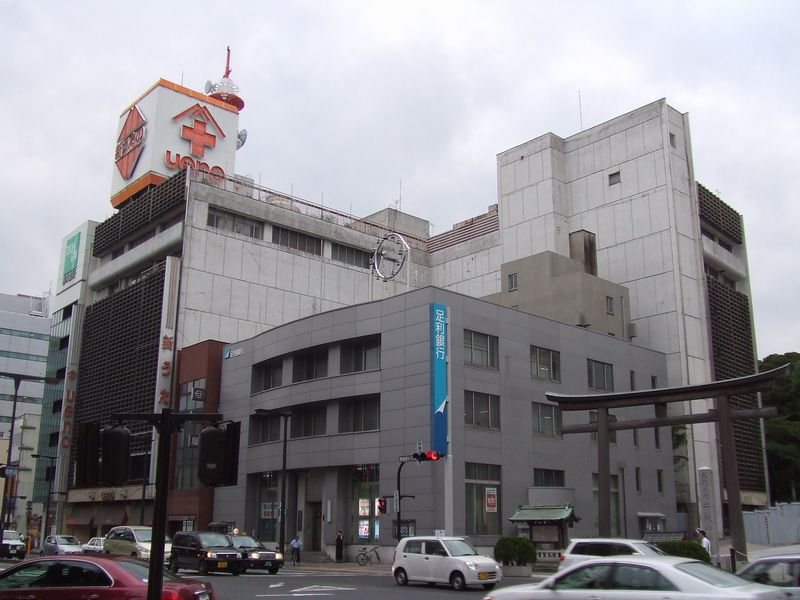
新館「新うえの」

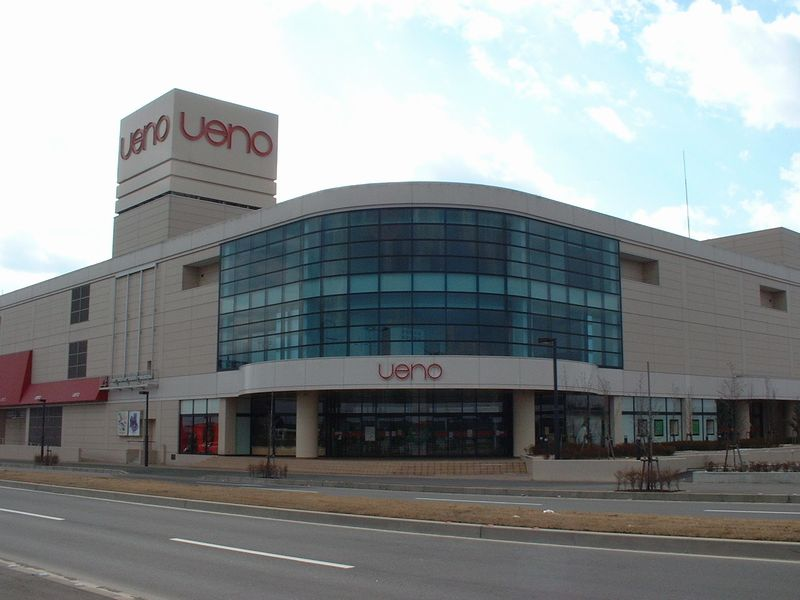
大田原店

上野百貨店（うえのひゃっかてん）はかつて栃木県にあった北関東初の百貨店。
同じ栃木県内の東武宇都宮百貨店をも凌ぐ名門百貨店として君臨していたが、2000年（平成12年）に自己破産した。

## 概要
1895年（明治28年）10月、上野房之助によって創業した「油屋呉服店（宇都宮市本郷町・現在の泉町）」がルーツで、「上野呉服店」と改称した後、2代目・小七が親戚の反対を押し切りバンバに進出し1925年（大正14年）木造コンクリート3階建ての馬場町支店を開店。1929年（昭和4年）、この馬場町支店で北関東最初の百貨店「上野百貨店」を名乗った。
1945年（昭和20年）7月12日の宇都宮空襲により店舗焼失したが、同年9月には法人化して二荒山神社参道東側に店舗を再建しいち早く営業再開している。
東武宇都宮百貨店（1959年（昭和34年）11月／売場面積6,021m2）や福田屋百貨店（1962年（昭和37年）2月）の開店に対抗し、1964年（昭和39年）に新本館（売場面積4,800m2）、1969年（昭和44年）10月10日には東武を上回る規模の新館「新うえの」（売場面積9,300m2）を開設して合計売場面積を12,191m2とし、地域一番店としての地位を維持するなど1960年代は積極的な規模拡張でライバルに対抗。本館と新館は地下通路で結ばれていた。
1970年代に入り、バンバ地区には1971年（昭和46年）6月に西武百貨店宇都宮店が開店して競争がさらに激化する。福田屋は西武の開業に先手を打ち1971年3月、売場面積10,000m2へ増床、東武も1973年（昭和48年）3月に市内で最大規模となる売場面積13,470m2へ増床したが、上野百貨店は1970年初頭に打ち出した本館の増築構想などが周辺商業者による反対で相次ぎ頓挫し1977年（昭和52年）、ついに売上高で東武に抜かれ地域一番店の地位を失うこととなった。
1994年（平成6年）10月に福田屋が既存の都心部店舗を廃業して郊外に福田屋ショッピングプラザ宇都宮店（売場面積17,000m2）を出店、全国有数のモータリゼーション社会となった地域特性への対応を図り、東武が翌年1995年（平成7年）10月に売場面積32,633m2へ増床を図ったのに対して、上野百貨店は同年9月17日に本館での百貨店営業を終了し同年11月にテナントビルとしてパソコンショップ「T-ZONE」に業態変更、「新うえの」に百貨店事業を集約するなど縮小策で対抗せざるを得ず、全国の小売業年間販売額が1991年（平成3年）を境目にして減少に転じた小売不況の影響も受けて売上は減少の一途を辿った。
その後メインバンク・足利銀行の支援も受け1999年（平成11年）4月25日に大田原店（売場面積15,310m2）を開店し、宇都宮の都心依存からの脱却を図ったものの売上は目標に達せず、逆に52億円の投資負担が財務状況を一層圧迫する結果に終わった。
この大田原店の失敗を受け、2000年（平成12年）4月には足利銀行が新規融資を打ち切り、既存融資の継続のみに方針転換したため、新たな運転資金の借入ができなくなった。同年8月、売場を2フロアのみに集約して事実上宇都宮での百貨店営業から撤退して外商と大田原店の営業に集約したが苦境を脱せず、同年末12月20日に宇都宮地方裁判所に自己破産を申し立て、百年余りの歴史に終止符を打った。

## 沿革
- 1895年（明治28年） - 初代上野房之助が宇都宮の本郷町三丁目（現・宇都宮市泉町）で油屋呉服店を開業
- 1925年（大正14年） - 2代目上野小七（上野房之助の娘婿、旧姓・植竹／旧黒磯市出身）が宇都宮市相生町2番地（後の馬場通り四丁目1番17号）に上野呉服店馬場町支店を開店
- 1929年（昭和4年） - 上野呉服店馬場町支店が上野百貨店と改称し、北関東最初の百貨店として営業開始
- 1945年（昭和20年）
  - 7月12日 - 宇都宮空襲により店舗焼失
  - 9月 - 株式会社上野百貨店として法人化、二荒山神社参道東側で営業再開
- 1956年（昭和31年）10月25日 - 関連会社「株式会社上野楽器」設立
- 1964年（昭和39年） - 新本館（売場「面積4,800m2／6階建て、営業フロアは地上5階および地下1階）を開店
- 1969年（昭和44年）10月10日 - 新館「新うえの」売場面積9,300m2／地上8階および地下1階の9フロア体制）を開店
- 1977年（昭和52年） - 売上高で東武宇都宮百貨店に抜かれ地域一番店から転落
- 1996年（平成8年）
  - 9月10日 - 亜土電子工業との業務提携を発表
  - 9月17日 - 本館での百貨店営業を終了
  - 10月 - 新館「新うえの」を改装オープン
  - 11月30日 - 本館をテナントビルに業態変更、「上野百貨店マルチメディア館T-ZONE」として開店
- 1999年（平成11年）
  - 4月25日 - 大田原店（売場面積15,310m2）開店
  - 6月 - 本館からT-ZONEが撤退
- 2000年（平成12年）
  - 4月 - メインバンクの足利銀行が新規融資を停止
  - 8月 - 宇都宮店の売場を2フロアのみに集約し外商・ギフト主体の店舗に業態変更
  - 12月20日 - 宇都宮地方裁判所に自己破産申請（負債約164億円）、営業停止
  - 12月21日 - 宇都宮地方裁判所が破産を宣告[6]

## 倒産後

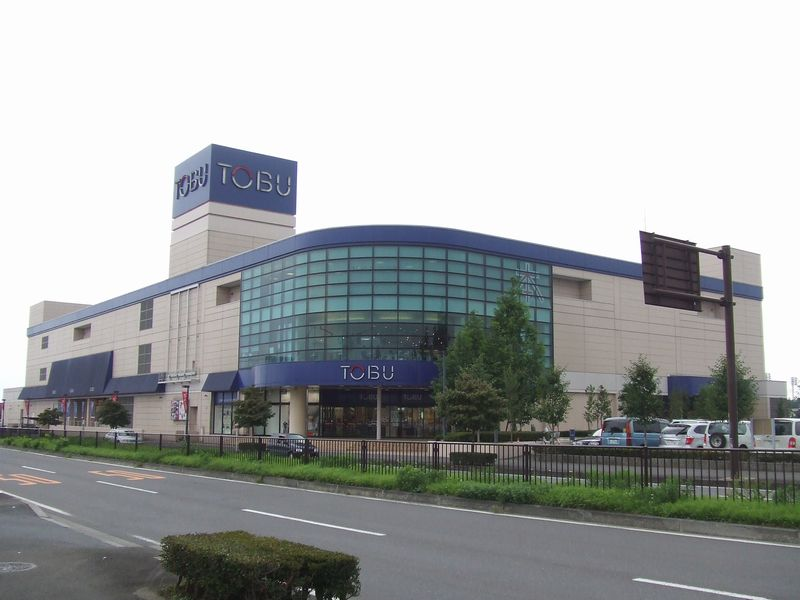
大田原店跡に居抜き出店した「東武宇都宮百貨店大田原店」

本館はアニメイト、ドトールコーヒーが倒産後も契約満了まで使用した。その後、本館および「新うえの」店舗は倒産から5年以上の間、建物および看板はそのままで路面部は衝立で包囲し廃墟状態となっていた。債権者である足利銀行は2003年4月に大林組へ不動産を任意売却しているが、大林組は市街地一体再開発事業として上野百貨店とは無関係の隣接地も併せて収用することとなり、2005年12月に再開発計画が正式発表され、2006年3月から解体工事が行われ、2007年に本館跡地には商業ビル「うつのみや表参道スクエア」が建設された。新うえのの解体は遅れること2008年に隣接の足利銀行宇都宮支店・栃木銀行馬場町支店・テナントビル1棟と併せて解体され、2010年12月にタワーマンション「シティタワー宇都宮」が竣工した。足利・栃木両行店舗は代替地として同マンションの低層階に入居している。事務所棟の建物は離れた場所にあり現存している。
大田原店も倒産後は閉店状態であったが、抵当権により差押えた足利銀行が東武宇都宮百貨店に出店要請を行い、2002年9月に大田原店として居抜き出店している。

## バンバ共同ビル（新うえの）
地域ぐるみの土地の高度利用として、5つの商店と上野百貨店が一丸となり、共同建物管理株式会社が建物を建設・管理・所有し、各店と賃貸契約を結んだ。共同建物管理会社が土地所有者の個人に対し莫大な権利金を支払わずに、土地の地価の8％の地代を払えば権利課税をしなくても済む方法を宇都宮税務署へ申請、約1年を経て認可された。
「新うえの」のビル名称は、上野百貨店の業績向上を考えて命名された。

### 年表
- 1964年（昭和39年）
  - 3月 - 第1回の建設協議会開催（山本屋洋品店、大野屋、但馬屋、上野百貨店、二荒商事、など計6名）
  - 5月 - 名古屋市などを順次視察
- 1967年（昭和42年）
  - 8月 - 意見の相違で但馬屋が協議会より離脱
  - 12月18日 - 上野小七氏を社長に共同建物管理を設立し協議会は解散
- 1968年（昭和43年）
  - 1月より上野百貨店西館など旧建物の取り壊し開始
  - 3月15日 地鎮祭
- 1969年（昭和44年）10月10日 - 開店

## 関連会社
- 株式会社うえのユーマート - スーパーマーケット運営[2]。上野百貨店破産の影響で民事再生法を申請したが、同業のたいらやグループによる支援で店舗営業を再開する。その後たいらや北関東の子会社となり2002年（平成14年）3月1日に吸収合併され、法人が消滅した。
- 株式会社上野楽器 - 1956年設立[7]。上野百貨店の破産前、ヤマハによる支援で資本・経営の分離が行われていた為、破産を免れた。栃木県内の9か所で楽器販売、41会場で音楽教室を展開していた[7]。しかし少子化や2020年の新型コロナウイルスの影響による休業などのため同年5月1日までに廃業による清算手続に入った[7]。廃業により音楽教室やピアノ調律の事業はヤマハミュージックリテイリングが引き受けた[7]。